# Benjamin André
Benjamin André (Nice, 3 augustus 1990) is een Frans voetballer die doorgaans als aanvaller speelt. Hij verruilde Stade Rennais in 2019 voor Lille OSC.

## Clubcarrière
André verliet op zestienjarige leeftijd zijn geboortestad Nice om bij het Corsicaanse AC Ajaccio te voetballen. In 2008 werd hij enkele weken voor zijn achttiende verjaardag bij het eerste elftal gehaald. Hij debuteerde op 22 augustus 2008 tegen CS Sedan. Op 20 november 2008 mocht hij voor het eerst in de basiself starten in de Coupe de France tegen de amateurs van Bagnols-sur-Cèze. André speelde 120 minuten mee in een wedstrijd die moest worden beslist door middel van penalty's. André schoot AC Ajaccio in de penaltyreeks naar de volgende ronde. Vijf dagen later mocht hij voor het eerst starten in de competitie tegen US Boulogne. Op de laatste speeldag van het seizoen scoorde hij zijn eerste treffer voor de club tegen LB Châteauroux.

## Interlandcarrière
André speelde zeven interlands voor Frankrijk –21. Hij wist niet te scoren voor zijn land.

## Erelijst
| Competitie       |               |               |               |               |
| Competitie       | Aantal        | Jaren         |               |               |
| Stade Rennais    | Stade Rennais | Stade Rennais | Stade Rennais | Stade Rennais |
| ---------------- | ------------- | ------------- | ------------- | ------------- |
| Coupe de France  | 1x            | 2018/19       |               |               |
| Lille OSC        |               |               |               |               |
| Kampioen Ligue 1 | 1x            | 2020/21       |               |               |